# Behr-Syndrom I
Das Behr-Syndrom ist eine seltene Erbkrankheit, die mit Optikusatrophie und variablen neurologischen Störungen assoziiert ist. Zur Abgrenzung vom Behr-Syndrom II wird die Erkrankung auch als Behr-Syndrom I bezeichnet.
Der Name ist abgeleitet von Carl Julius Peter Behr, der das Syndrom 1909 erstmals beschrieb. Seit der Erstbeschreibung wurden etwa 40 Fälle publiziert.

## Ursache
Es handelt sich um eine meist autosomal-rezessiv vererbte Erkrankung. Es wurden auch autosomal-dominante und x-chromosale Erbgänge beschrieben. Zugrundeliegende Genmutationen konnten bislang nicht nachgewiesen werden. Es wird vermutet, dass die Erkrankung genetisch heterogen ist.

## Klinische Merkmale
Die Erkrankung manifestiert sich ab dem 3. Lebensjahr. Durch eine fortschreitende Optikusatrophie, das heißt durch Gewebeschwund (Atrophie) des Sehnerven (Nervus opticus), kommt es zu einer zunehmenden Sehstörung mit Einschränkung der Sehschärfe (Visus) und Einengung des Gesichtsfeldes durch Skotom und Veränderungen der Makula (des gelben Flecks). Die Veränderungen führen selten zu Blindheit. Zudem kann ein sensorischer Nystagmus vorkommen.
Neben der für das Syndrom typischen Optikusatrophie treten neurologische Störungen auf, die intra- und interfamiliär variable sind. Dazu gehören eine fortschreitende spastische Paraplegie durch Beteiligung der Pyramidenbahn, extrapyramidalmotorische Störungen durch Beteiligung des extra extrapyramidalen Systems und Sensibilitätsstörungen durch Beteiligung der Hinterstrangbahnen. Außerdem treten Myoklonus-Epilepsie, Sprechstörung (Dysarthrie), Ataxie, Harninkontinenz und Minderbegabung auf. Die neurologischen Störungen stehen erst im 2. Lebensjahrzehnt im Vordergrund. Sie führen unter anderem zu einer schweren Gangstörung bis hin zur Gehunfähigkeit.
In bildgebenden Verfahren wurden bei einigen Patienten eine Kleinhirnatrophie und symmetrische Veränderungen der weißen Substanz festgestellt.

## Abgrenzung
Das Behr-Syndrom weist ähnliche Symptome wie das so genannte Costeff-Syndrom auf. Im Gegensatz zum Costeff-Syndrom sind beim Behr-Syndrom jedoch keine Stoffwechselanomalien nachweisbar.